# Mount Ninji and Da Nice Time Kid
Mount Ninji and Da Nice Time Kid – czwarty album studyjny południowoafrykańskiego zespołu muzycznego Die Antwoord. Wydawnictwo ukazało się 16 września 2016 roku nakładem wytwórni muzycznej Zef Recordz. Płytę poprzedziły single „Gucci Coochie”, „Banana Brain”, „We Have Candy” oraz „Fat Faded Fuck Face”. Do piosenki „Banana Brain” został zrealizowany teledysk, który wyreżyserowali Watkin "Ninja" Jones oraz Terence Neale.

## Lista utworów
Opracowano na podstawie materiału źródłowego.
| Nr  | Tytuł utworu                                     | Produkcja           | Długość |
| --- | ------------------------------------------------ | ------------------- | ------- |
| 1.  | „We Have Candy”                                  | The Black Goat      | 3:03    |
| 2.  | „Daddy”                                          | God                 | 3:59    |
| 3.  | „Banana Brain”                                   | God                 | 4:48    |
| 4.  | „Shit Just Got Real” (featuring Sen Dog)         | The Black Goat      | 3:48    |
| 5.  | „Gucci Coochie” (featuring Dita von Teese)       | God, The Black Goat | 4:05    |
| 6.  | „Wings on My Penis” (featuring Lil Tommy Terror) | DJ Fuck             | 1:15    |
| 7.  | „U Like Boobies?” (featuring Lil Tommy Terror)   | Ninja               | 1:15    |
| 8.  | „Rats Rule” (featuring Jack Black)               | The Black Goat      | 3:41    |
| 9.  | „Jonah Hill”                                     | The Black Goat      | 1:07    |
| 10. | „Stoopid Rich”                                   | God                 | 3:05    |
| 11. | „Fat Faded Fuck Face”                            | The Black Goat      | 4:01    |
| 12. | „Peanutbutter + Jelly”                           | DJ Fuck             | 2:21    |
| 13. | „Alien”                                          | The Black Goat      | 4:16    |
| 14. | „Street Light”                                   | The Black Goat      | 4:58    |
| 15. | „Darkling”                                       | The Black Goat      | 3:35    |
| 16. | „I Don't Care”                                   | God                 | 4:44    |
|     |                                                  |                     | 54:01   |

## Listy sprzedaży
| Lista                                 | Kraj              | Pozycja |
| ------------------------------------- | ----------------- | ------- |
| ARIA Charts                           | Australia         | 9       |
| Ö3 Austria Top 40                     | Austria           | 18      |
| SNEP                                  | Francja           | 38      |
| MegaCharts                            | Holandia          | 40      |
| Oricon                                | Japonia           | 226     |
| Media Control Charts                  | Niemcy            | 25      |
| OLiS                                  | Polska            | 11      |
| Billboard 200                         | Stany Zjednoczone | 34      |
| Billboard Independent Albums          | Stany Zjednoczone | 2       |
| Billboard Top Dance/Electronic Albums | Stany Zjednoczone | 1       |
| Schweizer hitparade                   | Szwajcaria        | 14      |
| UK Albums Chart                       | Wielka Brytania   | 52      |
| FIMI                                  | Włochy            | 53      |